# 키프로스 협약
키프로스 협약(Cyprus Convention)은 1878년 6월 4일 그레이트브리튼 아일랜드 연합왕국과 오스만 제국 사이에 체결된 비밀 협정으로, 베를린 회의에서 오스만 제국을 지지하는 대가로 영국에 키프로스의 행정 통제권을 부여했다. 이 협약의 조항들은 키프로스 영토에 대한 오스만 제국의 권리를 유지했다.
이 협정은 1878년 초에 진행된 비밀 협상의 결과였다. 이 협약은 1914년 11월 5일 영국과 오스만 제국이 제1차 세계 대전에 참전하여 서로 전쟁 상태에 들어가면서 영국에 의해 폐지되었다.

## 1878년 영국 행정부 수립
술탄 압뒬하미트 2세는 러시아의 잠재적 침략에 맞서 오스만 제국을 보호하는 기지로 이 섬을 사용하겠다는 영국의 보증을 대가로 키프로스 행정권을 영국에 양도했다. 영국은 1833년, 1841년, 1845년에 세 차례 키프로스를 제안받았으나 1878년에야 수락했다.
1870년대 중반, 영국과 다른 유럽 강대국들은 약화되는 오스만 제국이 지배하는 지역으로의 러시아 확장 방지를 막아야 했다. 러시아는 콘스탄티노폴리스와 다르다넬스 해협의 온수항으로 서쪽과 남쪽으로 차르의 제국을 확장함으로써 권력 공백을 메우려 하고 있었다. 키프로스에 대한 영국 행정부는 이러한 확장을 저지하기 위한 것이었다. 1878년 6월, 영국과 오스만 제국 간의 비밀 협상이 키프로스 협약으로 절정에 달했는데, 이로 인해 "폐하 술탄은 키프로스 섬을 영국이 점령하고 관리하는 것에 동의한다."
영국 내에서는 특히 자유당 지도자 윌리엄 이워트 글래드스턴을 중심으로 이 협정에 대한 일부 반대가 있었다. 글래드스턴이 권력을 되찾았을 때 그는 섬을 반환하지 않았다. 키프로스 그리스 민족주의는 키프로스 초대 영국 고등 판무관을 위한 라르나카 환영 연설에서 키티온 주교가 영국이 이전에 이오니아 제도에서 했던 것처럼 키프로스와 그리스의 통일을 촉진하기를 바란다는 희망을 표명했을 때 새로운 통치자들에게 그 존재를 알렸다. 따라서 영국은 행정 시작부터 에노시스가 많은 키프로스 그리스인에게 필수적이라는 현실에 직면했다.
이 섬은 당시 영국의 가장 중요한 해외 영토였던 영국령 인도로 가는 해상 경로의 주요 군사 기지 역할을 했다. 1906년, 파마구스타에 새로운 항구가 완공되면서 수에즈 운하 접근을 보호하는 전략적 해군 전초 기지로서 키프로스의 중요성이 증가했다. 제1차 세계 대전 초기에 오스만 제국은 동맹국에 합류했고, 1914년 11월 5일 영국은 키프로스를 합병하여 오스만 제국의 제1차 세계 대전 참전 이후 협약을 종결시켰다.

## 키프로스 조공
협약의 조건에 따르면 섬의 수입이 정부 지출을 초과하는 부분은 영국이 술탄에게 "연간 고정 지불금"으로 지불해야 했다. 이 조항은 오스만 제국이 키프로스를 영국에 양도하거나 포기한 것이 아니라 단지 일시적으로 행정권을 넘겨준 것이라고 주장할 수 있도록 했다. 이러한 조건 때문에 이 조치는 때때로 영국의 섬 임대라고 묘사되었다. "키프로스 조공"은 이후 키프로스 불안의 주요 불만 원인이 되었다.
협상은 결국 연간 고정 지불금 액수를 정확히 92,799파운드 스털링, 11실링, 3펜스로 결정했다. 섬의 총독 로널드 스토어스는 나중에 이 금액의 계산이 "조작된 계정의 모든 꼼꼼한 정확성"으로 이루어졌다고 썼다. 키프로스인들은 조공을 지불할 뿐만 아니라 영국 식민지 행정부가 발생시킨 비용까지 부담하게 되어 이미 가난한 경제에 지속적인 부담을 주었다.
처음부터 키프로스 조공 문제는 돈이 터키에 전혀 지불되지 않았다는 사실로 인해 심각하게 악화되었다. 대신 그 돈은 터키가 채무 불이행한 크림 전쟁 대출금(영국과 프랑스가 모두 보증)을 갚기 위해 영국 은행에 예치되었다. 이 조치는 터키뿐만 아니라 키프로스인들에게도 큰 혼란을 주었다. 남은 소액은 비상 기금으로 들어가 오스만 제국을 더욱 자극했다. 키프로스 여론은 키프로스인들이 자신들과 전혀 관련 없는 빚을 갚도록 강요받고 있다고 생각했다. 조공에 대한 반대 운동은 끊임없이 계속되었고, 연간 지불금은 영국 억압의 상징이 되었다.
조공에 대한 영국 내 반대도 있었다. 식민지 차관 윈스턴 처칠은 1907년 키프로스를 방문하여 방문 보고서에서 다음과 같이 선언했다. "우리는 불가항력 외에는 키프로스 조공에서 단 한 푼이라도 가져가 우리 자신의 의무를 경감시킬 권리가 없다. 아무리 불행하게 계약되었다 하더라도 말이다." 의회는 곧 키프로스에 50,000파운드 스털링의 영구적인 연간 보조금을 의결했고 그에 따라 조공을 줄였다.

## 1914년 영국의 키프로스 합병, 협약 종결
제1차 세계 대전 발발 후, 오스만 제국은 동맹국 편에 서서 전쟁에 참여하기로 결정했고, 1914년 11월 5일 영국은 키프로스를 왕령 식민지로 공식적으로 합병했다. 동시에 오스만 케디브의 이집트와 수단은 영국의 보호령인 이집트 술탄국으로 선포되었다.

## 추가 문헌
- 안드레코스 바르나바 영국 제국주의 키프로스, 1878–1915: 중요치 않은 소유 (맨체스터 UP, 2017)

- 이 문서는 다음을 포함합니다: 퍼블릭 도메인 자료 출처: Library of Congress 문서: 에릭 솔스텐, 편집. (1991). 《키프로스: A country study》. Federal Research Division. 영국 통치.